# Savoiske, Konotop
Savoiske (în ucraineană Савойське) este un sat în comuna Sahnî din raionul Konotop, regiunea Sumî, Ucraina.

## Demografie
Componența lingvistică a localității Savoiske
     Ucraineană (100%)
Conform recensământului din 2001, toată populația localității Savoiske era vorbitoare de ucraineană (100%).